# Ilha de Bissau
Ilha de Bissau är en ö i Guinea-Bissau. Den ligger i den västra delen av landet, 18 km väster om huvudstaden Bissau.